# Občina Ribnica na Pohorju
Občina Ribnica na Pohorju (německy Reifing am Bachern) je jednou z 212 občin ve Slovinsku. Nachází se v Korutanském regionu na území historického Dolního Štýrska. Občinu tvoří 6 sídel, její rozloha je 59,3 km² a k 1. lednu 2017 zde žilo 1 179 obyvatel. Správním střediskem občiny je ves Ribnica na Pohorju.

## Členění občiny
Občina se dělí na sídla: Hudi Kot, Josipdol, Ribnica na Pohorju, Zgornja Orlica, Zgornji Janževski Vrh, Zgornji Lehen na Pohorju